# Premio Roberto Clemente

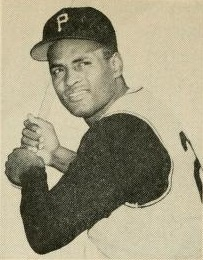
Roberto Clemente en el Baseball Guide and Record Book, 1962.

En las Grandes Ligas de Béisbol, el Premio Roberto Clemente es otorgado anualmente al jugador que sea seleccionado por su carácter admirable y sus contribuciones caritativas a la comunidad. Su nombre original era el de "Premio del Comisionado", pero debido a la muerte de Roberto Clemente en 1972, se le cambió el nombre.

## Lista de Ganadores
| Año  | Jugador                                                              |
| ---- | -------------------------------------------------------------------- |
| 1971 | Willie Mays, San Francisco Giants                                    |
| 1972 | Brooks Robinson, Baltimore Orioles                                   |
| 1973 | Al Kaline, Detroit Tigers                                            |
| 1974 | Willie Stargell, Pittsburgh Pirates                                  |
| 1975 | Lou Brock, St. Louis Cardinals                                       |
| 1976 | Pete Rose, Cincinnati Reds                                           |
| 1977 | Rod Carew, Minnesota Twins                                           |
| 1978 | Greg Luzinski, Philadelphia Phillies                                 |
| 1979 | Andre Thornton, Cleveland Indians                                    |
| 1980 | Phil Niekro, Atlanta Braves                                          |
| 1981 | Steve Garvey, Los Angeles Dodgers                                    |
| 1982 | Ken Singleton, Baltimore Orioles                                     |
| 1983 | Cecil Cooper, Milwaukee Brewers                                      |
| 1984 | Ron Guidry, New York Yankees                                         |
| 1985 | Don Baylor, New York Yankees                                         |
| 1986 | Garry Maddox, Philadelphia Phillies                                  |
| 1987 | Rick Sutcliffe, Chicago Cubs                                         |
| 1988 | Dale Murphy, Atlanta Braves                                          |
| 1989 | Gary Carter, New York Mets                                           |
| 1990 | Dave Stewart, Oakland Athletics                                      |
| 1991 | Harold Reynolds, Seattle Mariners                                    |
| 1992 | Cal Ripken Jr., Baltimore Orioles                                    |
| 1993 | Barry Larkin, Cincinnati Reds                                        |
| 1994 | Dave Winfield, Minnesota Twins                                       |
| 1995 | Ozzie Smith, St. Louis Cardinals                                     |
| 1996 | Kirby Puckett, Minnesota Twins                                       |
| 1997 | Eric Davis, Baltimore Orioles                                        |
| 1998 | Sammy Sosa, Chicago Cubs                                             |
| 1999 | Tony Gwynn, San Diego Padres                                         |
| 2000 | Al Leiter, New York Mets                                             |
| 2001 | Curt Schilling, Arizona Diamondbacks                                 |
| 2002 | Jim Thome, Cleveland Indians                                         |
| 2003 | Jamie Moyer, Seattle Mariners                                        |
| 2004 | Edgar Martinez, Seattle Mariners                                     |
| 2005 | John Smoltz, Atlanta Braves                                          |
| 2006 | Carlos Delgado, New York Mets                                        |
| 2007 | Craig Biggio, Houston Astros                                         |
| 2008 | Albert Pujols, St. Louis Cardinals                                   |
| 2009 | Derek Jeter, New York Yankees                                        |
| 2010 | Tim Wakefield, Boston Red Sox                                        |
| 2011 | David Ortiz, Boston Red Sox                                          |
| 2012 | Clayton Kershaw, Los Angeles Dodgers                                 |
| 2013 | Carlos Beltrán, St. Louis Cardinals                                  |
| 2014 | Paul Konerko, Chicago White Sox Jimmy Rollins, Philadelphia Phillies |
| 2015 | Andrew McCutchen, Pittsburgh Pirates                                 |
| 2016 | Curtis Granderson, New York Mets                                     |
| 2017 | Anthony Rizzo, Chicago Cubs                                          |
| 2018 | Yadier Molina, St. Louis Cardinals                                   |
| 2019 | Carlos Carrasco, Cleveland Indians                                   |
| 2020 | Adam Wainwright, Cardenales de San Luis                              |
| 2021 | Nelson Cruz, Tampa Bay Rays (Minnesota Twins)                        |
| 2022 | Justin Turner, Los Angeles Dodgers                                   |
| 2023 | Aaron Judge, New York Yankees,                                       |
| 2024 | Salvador Pérez, Kansas City Royals                                   |